# Aysheaia pedunculata
L'aysheaia (Aysheaia pedunculata) è un animale marino estinto, appartenente ai lobopodi. Visse nel Cambriano medio e i suoi resti sono stati rinvenuti nel ben noto giacimento di Burgess Shales, in Canada.

## Un “lombrico” con le zampe
Il corpo dell'animale (lungo circa otto centimetri) era cilindrico, annulato e allungato, vagamente simile a quello di un lombrico. A differenza di quest'ultimo, però, l'aysheaia possedeva dieci paia di appendici, anch'essi annulati e rivolti verso il basso. Questi arti erano corti, tozzi e portavano lunghe spine ricurve (tranne il primo paio che ne era sprovvisto). La parte anteriore del corpo non ha un capo ben distinto, anche se l'estremità possiede un'apertura, facilmente identificabile come una bocca, circondata da sei brevi tentacoli. Il “capo” possiede inoltre un paio di appendici simili a zampe, ma poste più in alto rispetto agli arti corporei e dotati di tre spine terminali, più altre tre spine lungo l'arto.

## Scoperta e classificazione
Rinvenuti negli anni '10, i primi esemplari di aysheaia furono classificati da Charles Doolittle Walcott nel gruppo degli anellidi, a causa del corpo evidentemente simile a quello dei lombrichi. Altri studiosi, comunque, dissentirono da questa interpretazione e riconobbero in questo animale un primitivo rappresentante degli onicofori (Onychophora), un piccolo gruppo di invertebrati attualmente rappresentato da forme esclusivamente terrestri (ad es. Peripatus). Nel 1931 il noto ecologo G. Evelyn Hutchinson, ad esempio, sottolineò le similitudini tra l'aysheaia e le forme attuali. Nel 1978, Harry Whittington osservò che, a differenza degli onicofori odierni, l'aysheaia era sprovvisto di mandibole e il suo corpo terminava con l'ultimo paio di arti (in Peripatus e parenti il corpo prosegue oltre); secondo Whittington, quindi, l'aysheaia non era un onicoforo e, come altri organismi problematici di Burgess, ricadeva sotto la denominazione incertae sedis. Richard Robison (1985), pur riscontrando varie differenze tra Peripatus e Aysheaia, ritenne opportuno classificare quest'ultimo tra gli onicofori. Negli anni '90 alcune scoperte in Cina hanno permesso di istituire un nuovo gruppo di animali, i lobopodi (Lobopodia), di cui facevano parte oltre all'aysheaia anche animali come Onychodictyon. Questi lobopodi sono ritenuti ancestrali sia agli onicofori che agli artropodi.

## Stile di vita
I fossili di aysheaia sono circa una ventina; su ben sei di questi esemplari sono stati ritrovati resti di spugne; questa associazione non è mai stata rinvenuta in nessun altro animale di Burgess. È possibile, quindi, che l'aysheaia si nutrisse di spugne e forse passava il tempo arrampicandocisi sopra, ancorandosi con le spine presenti sugli arti e lacerando il tessuto delle spugne con le appendici anteriori artigliate. Si ipotizza, inoltre, che questo animale potesse ricavare riparo dalla vita tra le spugne.